# 15e régiment de dragons (3e régiment de dragons silésien)
Pour les articles homonymes, voir 15e régiment.

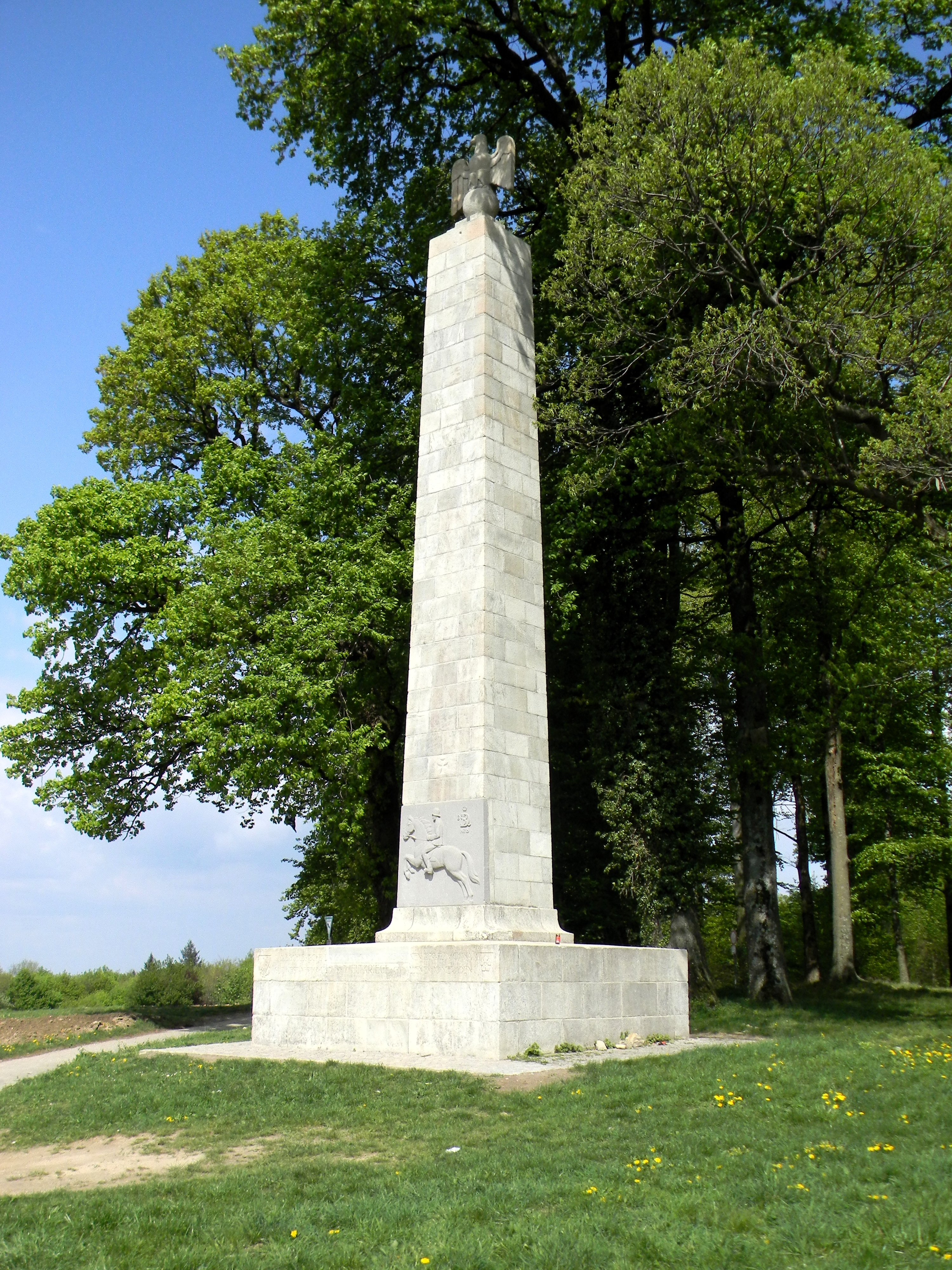
Monument aux morts du 15e régiment de dragons au-dessus de Sinzheim-Winden

Le 15e régiment de dragons (3e régiment de dragons silésien) est une unité de cavalerie de l'armée prussienne.

## Histoire
L'unité est créé par l'ordre du cabinet le plus élevé (AKO) du 27 septembre au 30 octobre 1866 (date de fondation) en tant que 15e régiment de dragons à partir du 5e escadron du 1er régiment de cuirassiers, du 8e régiment de dragons et des 4e (de) et 6e régiments de hussards (de). Le régiment est d'abord affecté à la garnison de Groß Strehlitz en Haute-Silésie.
Par l'A.K.O. du 28 février 1867, le 5e escadron est alors constitué à partir de douze soldats mis à disposition des régiments susmentionnés ainsi que du 2e régiment d'uhlans et de 59 recrues. Le 3 novembre 1867, l'unité reçoit la dénomination de 15e régiment de dragons silésiens. Après avoir gagné la guerre contre la France, le régiment est d'abord transféré provisoirement à Haguenau le 9 juillet 1871, puis se voit attribuer la ville comme garnison définitive par l'A.K.O. le 22 août 1871.
Le régiment fait partie de la 31e brigade de cavalerie à Strasbourg et rejoint en 1912 la 30e brigade de cavalerie en 1912.

## Calendrier des batailles

### Guerre franco-prussienne
Au début de la guerre franco-prussienne, le régiment est impliqué dans des escarmouches frontalières en Lorraine avant d'être déployé au siège de Paris, où il reste jusqu'à la capitulation de la ville et y entre le 1er mars 1871.

### Première Guerre mondiale
Après la mobilisation pendant la Première Guerre mondiale, le régiment se rend à la frontière française et y mène ses premiers combats. Après la bataille de la Marne, l'unité participe à la course à la mer dans le cadre de la prolongation du front et parvient ainsi jusqu'à Lille. De fin décembre 1914 à octobre 1915, l'unité est affectée à la réserve de l'armée en Lorraine où elle effectue des patrouilles et des services de sécurité. Ensuite, les dragons assurent la protection de la frontière belgo-hollandaise jusqu'en octobre 1916. Ensuite, ils participent à la campagne contre la Roumanie sont retransférés sur le front occidental où ils effectuent des patrouilles et des services de sécurité dans le secteur de la ligne Hindenburg jusqu'en avril 1917.
Détaché en mai 1917 à la 7e division de cavalerie sur le front des Vosges, le régiment commence à se transformer en unité de cavalerie-tirailleurs. Après avoir rendu leurs chevaux, les dragons reçoivent une formation d'infanterie et sont engagés à partir de juillet 1918 dans les batailles défensives sur le front occidental sous le nom de "15e bataillon de tirailleurs dragons".
En octobre 1918, l'unité est transférée en Alsace pour une formation de recyclage et y reste jusqu'à la fin de la guerre.

### Après-guerre
Après l'armistice de Compiègne, le reste du régiment entame sa marche vers le territoire de l'Empire le 12 novembre 1918. La garnison de Haguenau n'étant plus disponible, le régiment est démobilisé et dissous à Rotenburg an der Fulda.
La tradition est reprise dans la Reichswehr par l'escadron d'instruction du 8e régiment de cavalerie (prussien) à Brieg, qui est ensuite repris dans la Wehrmacht par le 8e régiment de cavalerie.

## Chefs de régiment
Le 16 juin 1871, l'empereur Guillaume Ier nomme le général der Kavallerie Wilhelm von Tümpling chef de régiment en reconnaissance de ses mérites. Après la mort de ce dernier, ce poste est resté vacant et n'est réoccupé que le 5 septembre 1897 avec la nomination du prince Louis-Ferdinand de Bavière.

## Commandants
| Grade                       | Nom                                | Date                                                |
| --------------------------- | ---------------------------------- | --------------------------------------------------- |
| Oberstleutnant/Oberst       | Alexander von Busse (de)           | 30 octobre 1866 au 25 août 1871                     |
| Major                       | Louis von Hesberg (de)             | 26 août au 3 novembre 1871 (chargé de la direction) |
| Major/Oberstleutnant/Oberst | Louis von Hesberg                  | 4 novembre 1871 au 14 juin 1875                     |
| Oberstleutnant              | Oskar von Buddenbrock-Hettersdorff | 15 juin 1875 au 11 octobre 1878                     |
| Oberstleutnant/Oberst       | Eduard Schmidt von Altenstadt (de) | 12 octobre 1878 au 10 mars 1886                     |
| Oberstleutnant              | Karl von Diepenbroick-Grüter       | 11 mars 1886 au 23 mars 1890                        |
| Oberst                      | Carl Otto                          | 24 mars 1890 au 24 février 1891                     |
| Oberstleutnant/Oberst       | Lothar von Fürstenberg             | 25 février 1891 au 17 juin 1895                     |
| Oberst                      | August Franz von Rodde (de)        | 18 juin 1895 au 21 mars 1899                        |
| Oberstleutnant              | Eugen von Horn                     | 22 mars 1899 au 25 mars 1901                        |
| Oberstleutnant/Oberst       | Ludwig Rocholl                     | 18 avril 1901 au 9 avril 1906                       |
| Oberstleutnant/Oberst       | Karl August Hellwig                | 10 avril 1906 au 15 juin 1910                       |
| Oberst                      | Viktor von Lindern                 | 16 juin 1910 au 2 avril 1911                        |
| Oberst                      | Carl Berghe von Trips              | 21 avril 1911 au 21 avril 1912                      |
| Oberst                      | Magnus von Abercron (de)           | 22 avril 1912 au 31 mars 1914                       |
| Oberstleutnant              | Franz Hotop                        | 1er avril au 13 novembre 1914                       |
| Oberstleutnant              | Heinrich Deetjen                   | 14 novembre 1914 au 31 juillet 1915                 |
| Oberst                      | Ernst Buchfinck                    | 1er août 1915 au 21 avril 1916                      |
| Oberst                      | Joachim von Schlichting            | 22 avril au 9 mai 1916                              |
| Oberstleutnant              | Erich von Hopffgarten              | 10 mai 1916 au 4 juillet 1918                       |
| Oberstleutnant              | Otto Koch                          | 5 juillet 1918 au 19 janvier 1919                   |
| Oberst                      | Franz Hotop                        | 20 janvier au 7 août 1919                           |

## Uniforme
Les dragons portent une tunique bleuet et un pantalon anthracite. La tunique est équipée de revers suédois.
La couleur dite des insignes du régiment est le rose. Les parements, le col montant, les champs d'épaulettes et les passants étaient de cette couleur. Le col et les poignets comportent un passepoil blanc. Le numéro du régiment est sur les épaulettes et les épaulettes. Les boutons et ferrures sont en maillechort. Une bandoulière blanche avec un cartouche noir va de l'épaule gauche à la hanche droite. Les bandoulières et les cartouches ne sont pas portés avec des costumes de sortie ou des costumes formels. Le casque est équipé d'un aigle dragon tombac, tout comme les jugulaires et le pic tombac. Un buisson de crin noir (rouge pour les musiciens) est mis pour le défilé. La cocarde nationale est blanche et noire. De même le drapeau lance des équipes. La ceinture (les dragons ne portaient pas de ceinture) est blanche et a une simple boucle ardillon.
Conformément à l'A.O.K. du 14 février 1907, l'uniforme feldgrau M 1910 est introduit pour le service en campagne à partir des années 1909/10. Sur cet uniforme, le harnais et les bottes sont de couleur brun naturel, le casque est recouvert d'une housse de couleur écaille. Le ruban et le cartouche ne sont plus portés.